# Петров, Александр Иванович (губернатор)
Александр Иванович Петров (1838 или 1841 — 1915) — русский государственный деятель, Минский и Харьковский губернатор, сенатор, действительный тайный советник.

## Биография
Родился 16 (28) февраля 1838 года или в 1841 году. Происходил из дворян Саратовской губернии.
Окончив курс в Полоцком кадетском корпусе, 6 июня 1857 года вступил в службу. Учился в Офицерской стрелковой школе, которую в 1859 году окончил по первому разряду. Служил в лейб-гвардии стрелковом Императорской фамилии батальоне. В 1863 году был переведён в лейб-гвардейскую стрелковую батарею Императорской фамилии. Участвовал в усмирении польских мятежников и за отличие у деревни Монтвидово 12 июня награждён орденом Святой Анны 3-й степени с мечами и бантом.
В 1865 году командирован с Высочайшего разрешения для занятий при учредительном комитете в Царстве Польском и был комиссаром Келецкой комиссии по крестьянским делам.
В 1866 году причислен к статс-секретарю Царства Польского.
В 1868 году перемещён комиссаром Скерневицкого уезда Варшавской губернии.
Седлецкий вице-губернатор (02.08.1874 — 14.04.1878), Минский губернатор (30.08.1879 − 30.01.1886) и Харьковский губернатор (30.01.1886 − 24.03.1895). Помощник Варшавского генерал-губернатора по гражданской части (24.03.1895 − 12.02.1897).
С 12 февраля 1897 года Всемилостивейше повелено присутствовать в Правительствующем Сенате.
С 1894 года гофмейстер Двора Его Императорского Величества. Почётный гражданин Минска. Почётный гражданин Харькова. Был председателем комитета по постройке Храма Христа Спасителя в Борках, возведённого в 1894 году на месте Крушения императорского поезда.
Действительный статский советник (01.04.1879), тайный советник (30.08.1887), гофмейстер (1894), действительный тайный советник (06.06.1907).

## Семья
- Жена — Александра Михайловна Петрова, председательница Харьковского общества взаимного вспоможения учительниц и воспитательниц с 1890 гг.

## Награды
- Орден Святой Анны 3-й ст. с мечами и бантом (12.06.1863);
- Орден Святого Александра Невского (01.01.1904).

## Рекомендуемая литература
- Российский государственный исторический архив. Ф. 496. — Оп. 3. — Д. 36.